# Pontiac Phoenix
Pontiac Phoenix – samochód osobowy klasy średniej produkowany pod amerykańską marką Pontiac w latach 1977 – 1984.

## Pierwsza generacja

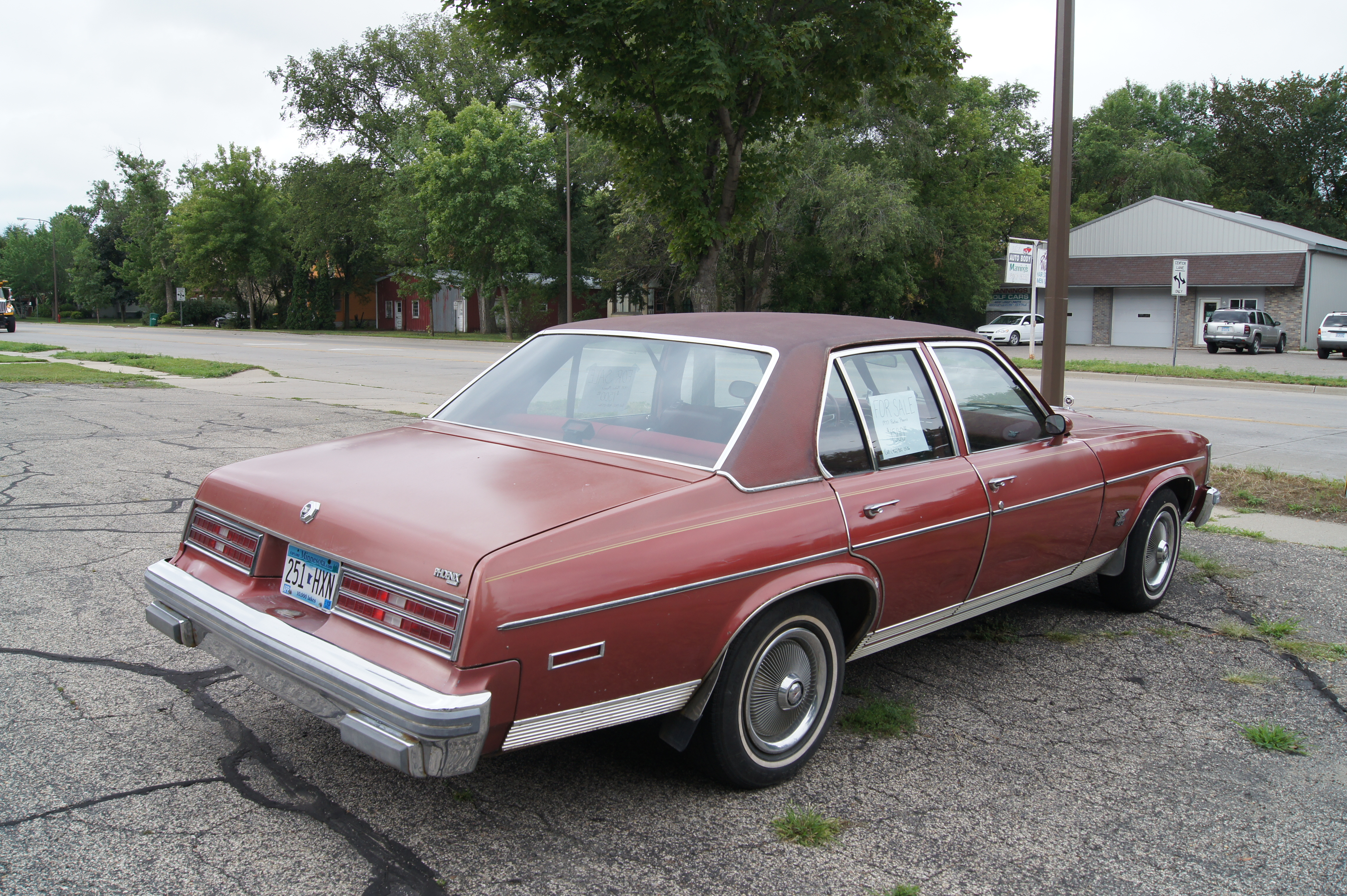
Pontiac Phoenix I - tył

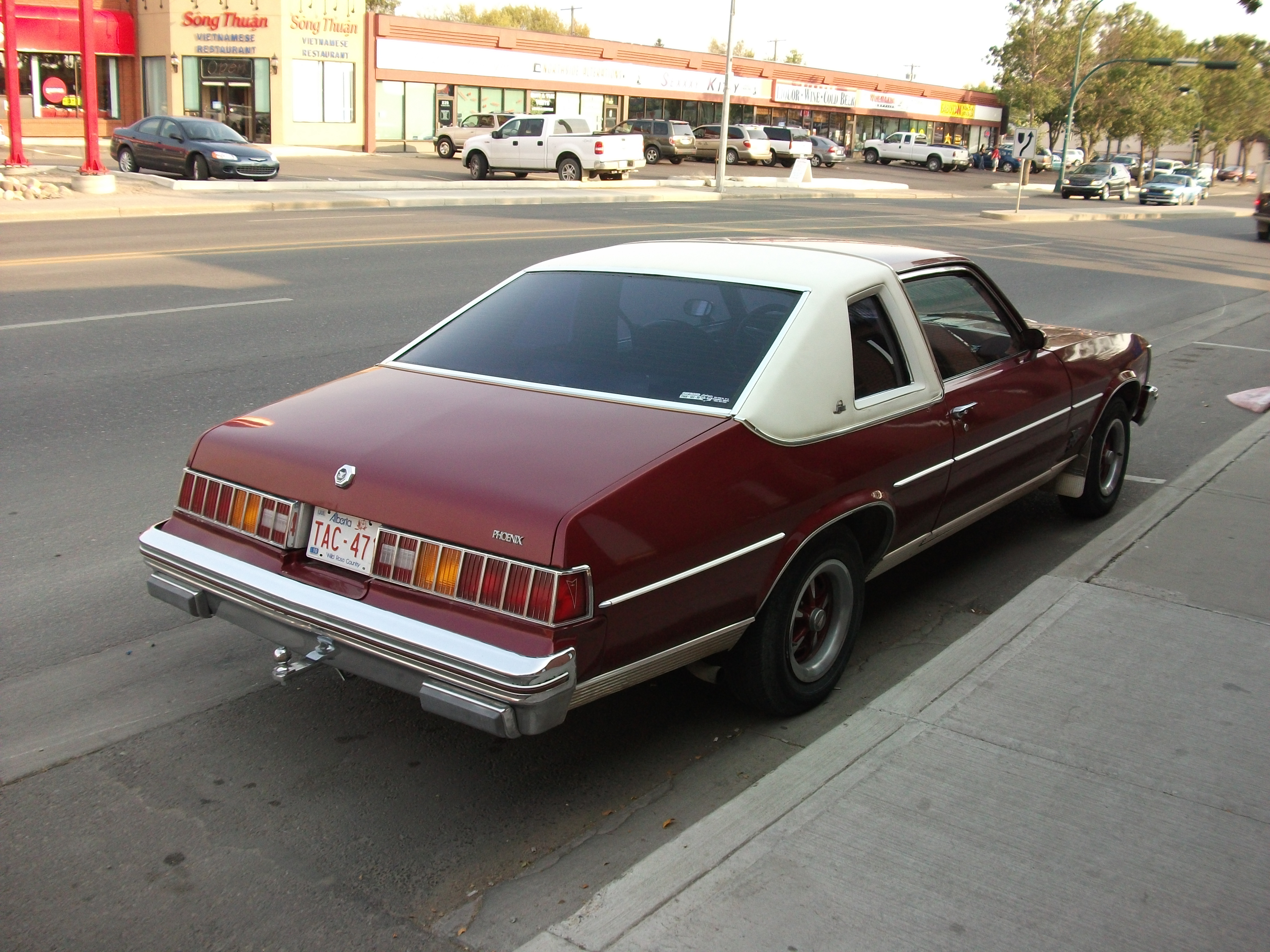
Pontiac Phoenix I Coupe

Pontiac Phoenix I został zaprezentowany po raz pierwszy w 1977 roku.
Model Phoenix trafił do oferty Pontiaka jako zmodernizowany wariant oferowanej dotychczas drugiej generacji modelu Ventura.
Podobnie jak bliźniacze modele Buicka, Chevroleta i Oldsmobile, pierwsza generacja Pontiaka Phoenix była pojazdem tylnonapędowym opartym na platformie X-body koncernu General Motors. Pas przedni zdobiły kanciaste proporcje, na czele z kwadratowymi reflektorami i dwuczęściową atrapą chłodnicy.
Samochód dostępny był w dwóch wariantach nadwoziowych, w obu przypadkach charakteryzując się dwukolorowym malowaniem nadwozia, z czego wyróżniającym elementem był dach.

### Silniki
- L4 2.5l Iron Duke
- V6 3.8l Buick
- V8 5.0l Chevrolet
- V8 5.7l Chevroet

## Druga generacja

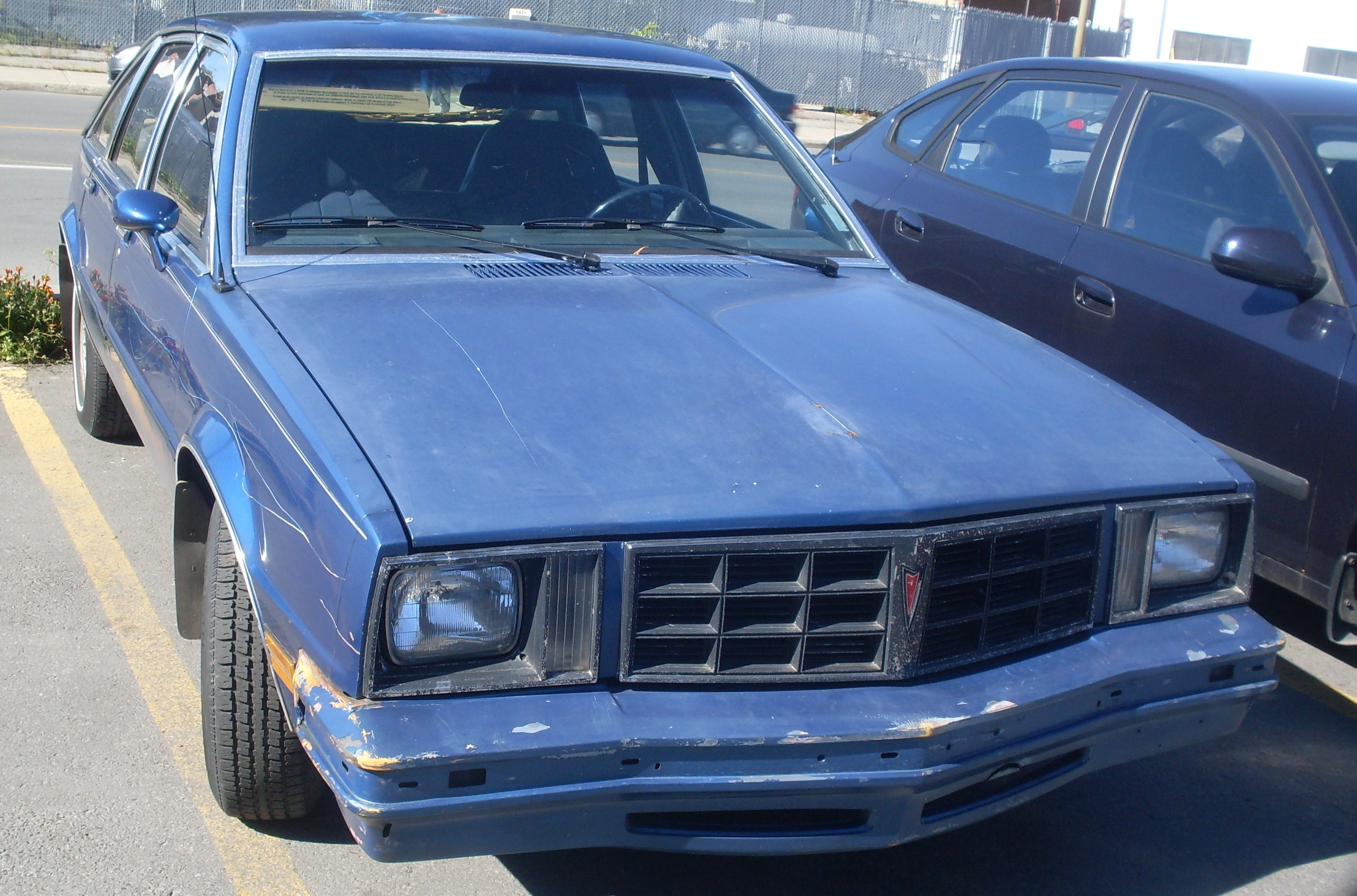
Pontiac Phoenix II

Pontiac Phoenix II został zaprezentowany po raz pierwszy w 1979 roku.
Druga generacja modelu Phoenix ponownie została opracowana we współpracy z markami Buicka, Chevroleta i Oldsmobile w ramach General Motors. Tym razem jednak pojazd otrzymał napęd przedni.
Nadwozie przeszło ewolucyjny zakres zmian, zachowując kanciasty wygląd pasa przedniego z kwadratowymi reflektorami i dużą, prostokątną atrapą chłodnicy z wybrzuszeniem. Wzorem Chevrolea Citation, podstawowym wariantem nadwoziowym stał się fastback z tyłem ściętym pod ostrym kątem.
Produkcja zakończyła się w 1984 roku na rzecz czwartej generacji modelu Grand Am, dotychczas oferowanego równolegle.

### Silniki
- L4 2.5l Iron Duke
- V6 2.8l LE2
- V6 2.8l LH7